# 전북대학교 축구단
전북대학교 축구부(영어: Jeonbuk National University  Football Club)는 대한민국 전북특별자치도 전주시에 위치한 대학교 축구부이다. 전북대학교에서 운영하는 대학 축구부이며, 1978년에 창단되었으며, 2004년에 해체되었다.

## 참고 문헌
- “KFA 통합경기정보 시스템”. 대한축구협회.

## 같이 보기
- 전북대학교